# Maese Pérez el organista
Maese Pérez el organista es una leyenda recogida por Gustavo Adolfo Bécquer en el siglo XIX. Trata de un organista que tocaba en la iglesia de la Veracruz de Corzos. Murió interpretando una música celestial en Nochebuena y, tras esto, su espectro produjo que el órgano sonase del mismo modo aunque no hubiese nadie tocando.

## El órgano
Según el escritor José María de Mena Calvo, la leyenda sevillana data del siglo XVIII.
Gustavo Adolfo Bécquer narra que le dijeron que el órgano que había en el Convento de San Inés de Sevilla era nuevo y que el de la leyenda no se conservaba. Sin embargo, en 2017 Abraham Martínez y Jorge Anillo restauraron el órgano del convento y se descubrió que tenía una estructura similar a otro realizado en Alcalá del Río por un organero del siglo XVIII que se llamaba Francisco Pérez de Valladolid.

## Resumen por partes
La leyenda tiene una introducción y cuatro partes, divididas por números romanos.
- Introducción: En la que el autor narra cómo se enteró de la historia del maese Pérez.[2]
- Primera parte: Se describe un ambiente antiguo en Sevilla (con galeones, nobles, caballeros veinticuatro, etc.) y se presenta a maese Pérez como un organista virtuoso, ciego, de 76 años y con una hija. Este organista se disponía a tocar en la Misa del Gallo en la iglesia del Convento de Santa Inés.[2]
- Segunda parte: Hay gran afluencia de público en la misa y acudió incluso el arzobispo. El maese Pérez estaba enfermo e iba a ser sustituido por otro organista, pero contra todo pronóstico aparece en un sillón sostenido por la gente. Pensaba que iba a ser su última noche y quería estar con su órgano. Tocó una música celestial durante la misa pero, en el momento de la consagración, murió.[2]
- Tercera parte: En la misa del gallo del año siguiente va a tocar en el Convento de Santa Inés el organista de la Iglesia de San Román. Se trata de un personaje que siempre habla mal de sus compañeros de profesión. Se explica que la hija de maese Pérez había entrado de novicia en el convento tras la muerte de su padre. En la misa algunos intentaron sabotear al antipático organista con sus instrumentos (zampoñas, gaitas, sonajas, panderos, etc.) pero terminaron parando al escuchar una música celestial del órgano. El arzobispo, allí presente, le ofreció al organista de la Iglesia de San Román tocar en la catedral en la próxima misa del gallo y este aceptó. Sin embargo, entre el pueblo se rumoreaba que este nuevo organista era muy malo y que no era normal que hubiera sonado una música tan buena aquella noche.[2]
- Cuarta parte: para la siguiente misa del gallo muchos habían acudido a la catedral a escuchar al otro organista y la abadesa del Convento de Santa Inés le dijo a la hija de maese Pérez que tocase ella el órgano esa noche. La hija contestó que tenía miedo porque, sabiendo que la abadesa quería que ella tocase el órgano, había acudido al coro la noche anterior para arreglar los registros y había escuchado campanas de la catedral con un sonido muy triste y había visto en la oscuridad a su padre de espaldas tocando produciendo unos sonidos parecidos a sollozos. La abadesa le restó importancia al hecho y le dijo que rezase y llevase un escapulario. Tuvo lugar la misa y, en el momento de la consagración, el organista tocó el órgano y sintió un espíritu como si no hubiera tocado él y cuando se apartó del órgano este empezó a sonar solo.[2]

## Personajes
- Maese Pérez[2]
- Hija de Maese Pérez[2]
- Organista de la Iglesia de San Román[2]
- Abadesa del Convento de Santa Inés[2]
- Baltasara[2]

## Enlaces
- Wikisource contiene obras originales de o sobre Maese Pérez el organista.